# Torre de Ca l'Arnau
Ca l'Arnau és una casa d'estil modernista a la vila de Malgrat de Mar (Maresme) protegida com a Bé Cultural d'Interès Local. Habitatge unifamiliar de planta quadrangular. Consta de planta baixa, pis i pati. La façana principal està formada per l'angle que dona al carrer Bellaire-Passada. S'accedeix a la casa a través d'un porxada formada per columnes de pedra artificial i decoracions vegetals. La porxada juga amb les llindes ondulades i els diferents materials (ceràmica, pedra artificial, petits esgrafiats). Destaca la reixa d'accés, la teulada a dues vessants i el ritme de les obertures.